# Christof Escher
Pour les articles homonymes, voir Escher.
Christof Escher, né le 3 décembre 1947 à Zurich est un violoncelliste et chef d'orchestre suisse.

## Biographie
Escher étudie le violoncelle au conservatoire de Zurich avec Claude Starck, et le cor avec Werner Speth, il poursuit ses études au conservatoire national supérieur de Paris avec André Navarra, il suit également des cours de direction à l’École normale de musique de Paris avec Pierre Dervaux et pour la direction d’orchestre de chambre avec Jean Hubeau.
Il commence une carrière de concertiste violoncelliste, puis fait ses débuts de chef d’orchestre avec l’orchestre symphonique de Sanremo en 1975.
Après avoir remporté les prix Gino Marinuzzi et Ernest Ansermet, il est engagé en 1979 pour  diriger l’opéra de Jules Massenet, Werther à l’opéra de Zurich ; il restera jusqu’en 1982 en tant que chef invité permanent pour des productions comme La sonnambula de  Vincenzo Bellini, Wozzeck d’Alban Berg, L'elisir d'amore de Gaetano Donizetti, La Flûte enchantée de Mozart, Lohengrin de Richard Wagner, entre autres.
Christof Escher a joué dans la plupart des pays européens, en Amérique du Sud, au Japon, en Afrique du Sud et en  Israël. Il a dirigé des orchestres de renom tels que la Staatskapelle de Dresde, l'Orchestre philharmonique de Munich, l’Orchestre National du Capitole de Toulouse, l’Orchestre philharmonique de Tokyo, l’Orchestre philharmonique de Buenos Aires, l’Orchestre symphonique de Madrid, l’Orchestre symphonique de Moscou, l’Orchestre de chambre des Pays-Bas, l'Orchestre de la Tonhalle de Zurich, l’Orchestre de la Suisse Romande et l'Orchestre de la Suisse italienne.
Christof Escher a été directeur artistique et chef de l’Orchestre symphonique de Zurich, directeur musical général de l’Opéra de Görlitz et du Nouvel Orchestre philharmonique de Lausitz, directeur musical du Nederlands Dans Theater de La Haye et chef invité de l’Orchestre de chambre de Zurich et de l'Orchestre symphonique de Thessalonique,,.
En plus du répertoire classique, Escher a dirigé la première mondiale de nombreuses oeuvres pour orchestre ainsi celle de l'opéra de chambre Chacun son singe d’Eric Gaudibert (1979) au Théâtre de Carouge et en 2001, celle de l’opéra Nathans Tod de Jan Müller-Wieland.
Christof Escher est spécialiste du compositeur Paul Juondont il a fait une édition des oeuvres pour orchestre.